# Oscar Ljung
Oscar Albin Ljung, född 6 september 1909 i Landskrona, död 29 april 1999 på Lidingö, var en svensk skådespelare och teaterregissör.

## Biografi
Ljung studerade vid Dramatens elevskola 1931–1934. Efter studierna var han engagerad vid Helsingborgs stadsteater 1935–1949, där han 1937 fick sitt sceniska genombrott i August Strindbergs Påsk. Därefter var han 1947–1963 i Malmö, där han även verkade som ledare för Parkteatern. 1963 engagerades han vid Dramaten och TV-teatern, och han spelade teater långt upp i åren. Sin sista roll gjorde han 1994 i Ingmar Bergmans uppsättning av En vintersaga.
Ljung var blond och reslig, och fick ofta spela rättrådiga, hederliga typer, däribland motståndsmannen Svedje i Rid i natt! (1942), grannen Andreasson i Människors rike (1949) och en av ortsborna i Badjävlar (1971).
Ljung tilldelades Teaterförbundets Gösta Ekman-stipendium 1989.
Oscar Ljung är gravsatt i minneslunden Vilokullen på Lidingö kyrkogård.

## Filmografi i urval
- 1935 – Järnets män
- 1935 – Valborgsmässoafton
- 1939 – Folket på Högbogården
- 1940 – Romans
- 1941 – Det sägs på stan
- 1941 – Striden går vidare
- 1941 – Snapphanar
- 1942 – Rid i natt!
- 1943 – Livet måste levas
- 1943 – En fånge har rymt
- 1945 – Rosen på Tistelön
- 1946 – De unga tar vid
- 1947 – Tösen från Stormyrtorpet
- 1949 – Sjösalavår
- 1949 – Människors rike
- 1951 – Skeppare i blåsväder
- 1952 – Mot framtiden
- 1957 – Synnöve Solbakken
- 1958 – Ansiktet
- 1960 – Jungfrukällan
- 1964 – Henrik IV
- 1968 – Vindingevals
- 1968 – Fanny Hill
- 1972 – Nybyggarna
- 1973 – Din stund på jorden (TV-serie)
- 1973 – Gamen
- 1977 – Paradistorg
- 1981 – Sally och friheten
- 1983 – Hustruskolan
- 1983 – Alberts underliga resa (TV-serie)

## Teater

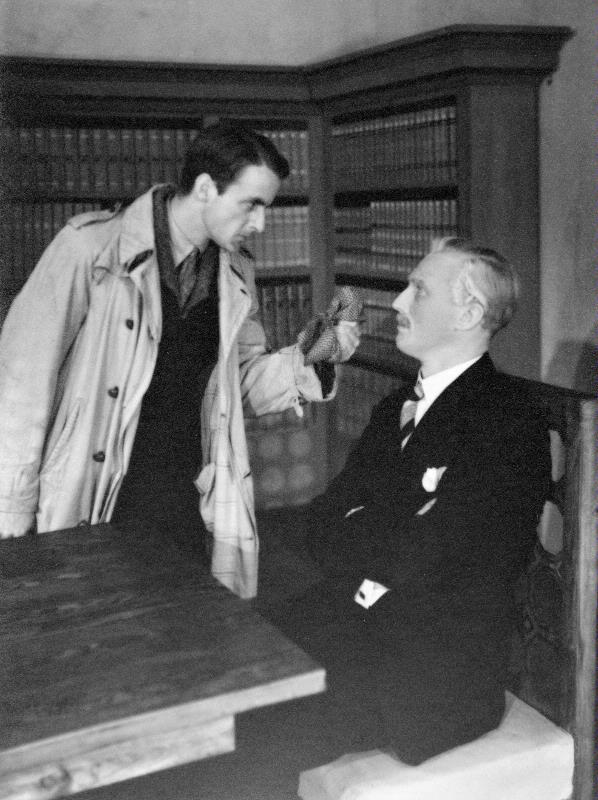
Arne Nyberg och Oscar Ljung (t.h.) i På grund på Helsingborgs stadsteater 1935.

### Roller
| År   | Roll                             | Produktion                                                 | Regi                 | Teater                        |
| ---- | -------------------------------- | ---------------------------------------------------------- | -------------------- | ----------------------------- |
| 1932 | Svistounov                       | Revisorn Nikolaj Gogol                                     | Alf Sjöberg          | Dramaten                      |
| 1933 | Nils                             | Mäster Olof August Strindberg                              | Olof Molander        | Dramaten                      |
| 1934 | Réal En preussisk överste        | De hundra dagarna Benito Mussolini och Giovacchino Forzano | Rune Carlsten        | Dramaten                      |
| 1935 | Baron Felix Fabry                | Plats för de unga Paul Vulpius                             | Albert Nycop         | Helsingborgs stadsteater      |
| 1935 | Sir Broadfoot Basham             | På grund George Bernard Shaw                               | Rudolf Wendbladh     | Helsingborgs stadsteater      |
| 1935 | Vassilij Vasiljevitj Solenyj     | Tre systrar Anton Tjechov                                  | Rudolf Wendbladh     | Helsingborgs stadsteater      |
| 1935 | Ingenjör Planertz                | Kvartetten som sprängdes Birger Sjöberg                    | Albert Nycop         | Helsingborgs stadsteater      |
| 1936 | Howard Bartlett                  | För berömliga gärningar W. Somerset Maugham                | Rudolf Wendbladh     | Helsingborgs stadsteater      |
| 1936 | Chuck                            | "Älskar - älskar inte" Samson Raphaelson                   | Rudolf Wendbladh     | Helsingborgs stadsteater      |
| 1936 | Elis                             | Påsk August Strindberg                                     | Albert Nycop         | Helsingborgs stadsteater      |
| 1936 | Saidl                            | Ryttarpatrullen František Langer                           | Rudolf Wendbladh     | Helsingborgs stadsteater      |
| 1937 |                                  | Pygmalion George Bernard Shaw                              | Yngve Nordwall       | Helsingborgs stadsteater      |
| 1937 | Betjänt nr 1                     | Världens lyckligaste människa Miklós László                | Yngve Nordwall       | Helsingborgs stadsteater      |
| 1937 | Marskalken                       | Lavinen Karel Čapek                                        | Rudolf Wendbladh     | Helsingborgs stadsteater      |
| 1938 |                                  | Mycket väsen för ingenting William Shakespeare             | Rudolf Wendbladh     | Helsingborgs stadsteater      |
| 1938 | Claude                           | Hjärtligt välkomna! Gerald Savory                          | Rudolf Wendbladh     | Helsingborgs stadsteater      |
| 1938 | Dimitri Gorotjenko               | Tovarisj Jacques Deval                                     | Yngve Nordwall       | Helsingborgs stadsteater      |
| 1938 | Carl XII                         | Carl XII August Strindberg                                 | Rudolf Wendbladh     | Helsingborgs stadsteater      |
| 1939 | Ernst Günther                    | Med strömmen Vilém Werner                                  | Rudolf Wendbladh     | Helsingborgs stadsteater      |
| 1939 | Ludwig                           | N:o 72 František Langer                                    | Rudolf Wendbladh     | Helsingborgs stadsteater      |
| 1939 | Albert Parker                    | I nöd och lust J.B. Priestley                              | Rudolf Wendbladh     | Helsingborgs stadsteater      |
| 1939 | Feniso                           | Kärleken gör under Lope de Vega                            | Rudolf Wendbladh     | Helsingborgs stadsteater      |
| 1939 | Dr Blenkinsop                    | Doktorns dilemma George Bernard Shaw                       | Rudolf Wendbladh     | Helsingborgs stadsteater      |
| 1939 | 1:a G-mannen                     | Koppla av! Moss Hart och George S. Kaufman                 | Rudolf Wendbladh     | Helsingborgs stadsteater      |
| 1940 | Arthur Jefferson                 | Min hustru — Dr. Carson St. John Ervine                    | Rudolf Wendbladh     | Helsingborgs stadsteater      |
| 1940 | Slim                             | Möss och människor John Steinbeck                          | Rudolf Wendbladh     | Helsingborgs stadsteater      |
| 1943 | Alex Mark                        | Månen har gått ned John Steinbeck                          | Harry Roeck-Hansen   | Blancheteatern/ Oscarsteatern |
| 1943 | Ernest Bunting                   | Den okuvliga Mr Bunting Robert Greenwood                   | Martha Lundholm      | Vasateatern                   |
| 1944 | Kurt                             | Dödsdansen August Strindberg                               | Gunnar Skoglund      | Vasateatern                   |
| 1945 |                                  | Hamlet William Shakespeare                                 | Sandro Malmquist     | Malmö stadsteater             |
| 1946 |                                  | Sankta Johanna George Bernard Shaw                         | Sandro Malmquist     | Malmö stadsteater             |
| 1947 |                                  | Lycko-Pers resa August Strindberg                          | Gösta Folke          | Malmö stadsteater             |
| 1947 |                                  | Bortom Horisonten Eugene O'Neill                           | Stig Torsslow        | Malmö stadsteater             |
| 1948 |                                  | Köpmannen i Venedig William Shakespeare                    | Olof Molander        | Malmö stadsteater             |
| 1948 |                                  | Född i går Garson Kanin                                    | Bengt Ekerot         | Malmö stadsteater             |
| 1948 |                                  | Missförståndet Albert Camus                                | Stig Torsslow        | Malmö stadsteater             |
| 1948 |                                  | Lycko-Pers resa August Strindberg                          | Gösta Folke          | Malmö Stadsteater             |
| 1949 |                                  | I pingstens brus Sigvard Mårtensson                        | Georg Årlin          | Malmö stadsteater             |
| 1949 |                                  | Hans nåds testamente Hjalmar Bergman                       | Stig Torsslow        | Malmö stadsteater             |
| 1949 |                                  | Marius Marcel Pagnol                                       | Bengt Ekerot         | Malmö stadsteater             |
| 1949 |                                  | Mycket väsen för ingenting William Shakespeare             |                      | Malmö stadsteater             |
| 1950 |                                  | I telefon Ernst Ahlgren                                    | Gunnar Ekström       | Malmö stadsteater             |
| 1950 |                                  | Brända tomten August Strindberg                            | Gösta Folke          | Malmö stadsteater             |
| 1950 |                                  | Lunchrasten Herbert Grevenius                              | Gösta Folke          | Malmö stadsteater             |
| 1950 |                                  | Konungen Pär Lagerkvist                                    | Lars-Levi Læstadius  | Malmö stadsteater             |
| 1951 |                                  | Till Damaskus, första delen August Strindberg              | Gösta Folke          | Malmö stadsteater             |
| 1951 |                                  | Vi tre debutera Herbert Grevenius                          | Mats Johansson       | Malmö stadsteater             |
| 1951 |                                  | Den italienska halmhatten Eugène Labiche                   | Henrik Dyfverman     | Malmö stadsteater             |
| 1951 | Gil Christ                       | Markens gud Paul Green                                     | Börje Mellvig        | Riksteatern                   |
| 1951 |                                  | "Patrasket" Hjalmar Bergman                                | Mats Johansson       | Malmö stadsteater             |
| 1951 |                                  | Rosen Tennessee Williams                                   | Lars-Levi Læstadius  | Malmö stadsteater             |
| 1952 |                                  | Hederligt folk Paul Vincent Carroll                        | Mats Johansson       | Malmö stadsteater             |
| 1952 | Jonas                            | Mordet i Barjärna Ingmar Bergman                           | Ingmar Bergman       | Malmö stadsteater             |
| 1952 |                                  | Höfeber Noël Coward                                        | Oscar Ljung          | Malmö stadsteater             |
| 1952 |                                  | Swedenhielms Hjalmar Bergman                               | Mats Johansson       | Malmö stadsteater             |
| 1952 |                                  | Greve Öderland Max Frisch                                  | Lars-Levi Læstadius  | Malmö stadsteater             |
| 1952 | Soldaten                         | Kronbruden August Strindberg                               | Ingmar Bergman       | Malmö stadsteater             |
| 1953 |                                  | Som ni behagar William Shakespeare                         | Lars-Levi Læstadius  | Malmö stadsteater             |
| 1953 |                                  | Trångt om saligheten Valentin Katajev                      | Mats Johansson       | Malmö stadsteater             |
| 1953 |                                  | Måne för olyckfödda Eugene O'Neill                         | Henrik Dyfverman     | Malmö stadsteater             |
| 1953 |                                  | Hjälten på den gröna ön John Millington Synge              | Mats Johansson       | Malmö stadsteater             |
| 1953 |                                  | Jeppe på Berget Ludvig Holberg                             | Mats Johansson       | Malmö stadsteater             |
| 1953 |                                  | Flickan och gudarna Bertolt Brecht och Paul Dessau         | Hans Dahlin          | Malmö stadsteater             |
| 1953 | Värden på Herrenhof              | Slottet Max Brod efter en roman av Franz Kafka             | Ingmar Bergman       | Malmö stadsteater             |
| 1954 |                                  | Smältdegeln Arthur Miller                                  | Mats Johansson       | Malmö stadsteater             |
| 1954 |                                  | Han som fick leva om sitt liv Pär Lagerkvist               | Mats Johansson       | Malmö stadsteater             |
| 1954 |                                  | Vildanden Henrik Ibsen                                     | Lars-Levi Læstadius  | Malmö stadsteater             |
| 1955 | Don Alonse                       | Don Juan Molière                                           | Ingmar Bergman       | Malmö stadsteater             |
| 1955 |                                  | Påsk August Strindberg                                     | Mats Johansson       | Malmö stadsteater             |
| 1955 | Riddaren                         | Trämålning Ingmar Bergman                                  | Ingmar Bergman       | Malmö stadsteater             |
| 1955 |                                  | Donadieu Fritz Hochwälder                                  | Lars-Levi Læstadius  | Malmö stadsteater             |
| 1955 |                                  | Revisorn Nikolaj Gogol                                     | Lars-Levi Læstadius  | Malmö stadsteater             |
| 1956 |                                  | Oväder August Strindberg                                   |                      | Malmö stadsteater             |
| 1956 |                                  | Ornifle Jean Anouilh                                       | Yngve Nordwall       | Malmö stadsteater             |
| 1956 |                                  | Hjälte mot sin vilja Ira Levin efter en roman av Mac Hyman | Yngve Nordwall       | Malmö stadsteater             |
| 1956 |                                  | Trojanska kriget blir inte av Jean Giraudoux               | Lars-Levi Laestadius | Malmö stadsteater             |
| 1956 |                                  | Irene den oskyldiga Ugo Betti                              | Mats Johansson       | Malmö stadsteater             |
| 1956 | Måns Knekt                       | Erik XIV August Strindberg                                 | Ingmar Bergman       | Malmö stadsteater             |
| 1957 |                                  | Fröken Rosita eller Blommornas språk Federico Garcia Lorca | Frank Sundström      | Malmö stadsteater             |
| 1957 |                                  | Eurydike Jean Anouilh                                      | Lars-Levi Læstadius  | Malmö stadsteater             |
| 1957 | Främmande passageraren           | Peer Gynt Henrik Ibsen                                     | Ingmar Bergman       | Malmö stadsteater             |
| 1957 | Clitandre                        | Misantropen Molière                                        | Ingmar Bergman       | Malmö stadsteater             |
| 1958 |                                  | Månfåglarna Marcel Aymé                                    | Yngve Nordwall       | Malmö stadsteater             |
| 1958 | Kommerserådet                    | Sagan Hjalmar Bergman                                      | Ingmar Bergman       | Malmö stadsteater             |
| 1958 |                                  | Melodi på lergök Lars-Levi Læstadius                       | Lennart Olsson       | Malmö stadsteater             |
| 1958 | Wagner Ängel m.fl                | Ur-Faust Johann Wolfgang von Goethe                        | Ingmar Bergman       | Malmö stadsteater             |
| 1958 | Jan Hansson                      | Värmlänningarna Fredrik August Dahlgren och Andreas Randel | Ingmar Bergman       | Malmö stadsteater             |
| 1959 |                                  | Isak Juntti hade många söner Björn-Erik Höijer             | Yngve Nordwall       | Malmö stadsteater             |
| 1959 |                                  | Domaren Vilhelm Moberg                                     |                      | Malmö stadsteater             |
| 1959 |                                  | En vintersaga William Shakespeare                          | Sandro Malmquist     | Malmö stadsteater             |
| 1960 |                                  | Satsa på rött Félicien Marceau                             |                      | Malmö stadsteater             |
| 1960 |                                  | Maria Stuart Friedrich von Schiller                        | Sandro Malmquist     | Malmö stadsteater             |
| 1961 |                                  | Processen mot Jesus Diego Fabbri                           | Börje Mellvig        | Malmö stadsteater             |
| 1961 |                                  | John Gabriel Borkman Henrik Ibsen                          | Yngve Nordwall       | Malmö stadsteater             |
| 1961 |                                  | Säg mitt rätta namn Michael Shurtleff                      | Åke Engfeldt         | Malmö stadsteater             |
| 1961 |                                  | Mäster Olof August Strindberg                              | Sandro Malmquist     | Malmö stadsteater             |
| 1962 |                                  | Farmor och vår Herre Hjalmar Bergman                       | Yngve Nordwall       | Malmö stadsteater             |
| 1962 |                                  | Min kära är en ros Bo Sköld                                |                      | Malmö stadsteater             |
| 1962 |                                  | Skandalskolan Richard Brinsley Sheridan                    | Sandro Malmquist     | Malmö stadsteater             |
| 1963 |                                  | Dödsdansen August Strindberg                               | Hans Abramson        | Malmö stadsteater             |
| 1964 | Broder John Lemaître, inkvisitor | Sankta Johanna George Bernard Shaw                         | Per Gerhard          | Vasateatern                   |
| 1973 | Kammarherre Kaspersen            | Vildanden Henrik Ibsen                                     | Ingmar Bergman       | Dramaten                      |
| 1979 | Zäta Höglund                     | Kollontaj Agneta Pleijel                                   | Alf Sjöberg          | Dramaten                      |
| 1991 | Haegestadsbonden Länsman         | Peer Gynt Henrik Ibsen                                     | Ingmar Bergman       | Dramaten                      |